# Jüdische Gemeinde Affaltrach
Eine jüdische Gemeinde in Affaltrach, einem Ortsteil von Obersulm im Landkreis Heilbronn im nördlichen Baden-Württemberg hat nach dem Nachweis einzelner Juden bis zurück ins 16. Jahrhundert insbesondere ab dem 18. Jahrhundert bestanden. Die Gemeinde hatte um 1850 ihre größte Mitgliederzahl, ging im späten 19. Jahrhundert durch Ab- und Auswanderung merklich zurück und erlosch in der Zeit des Nationalsozialismus. Der Affaltracher Judenfriedhof diente ab etwa 1670 bis 1942 den Juden aus Affaltrach und weiteren umliegenden jüdischen Gemeinden als Begräbnisplatz. In der Synagoge Affaltrach ist ein Museum zur Geschichte der Juden in Kreis und Stadt Heilbronn eingerichtet.

## Geschichte

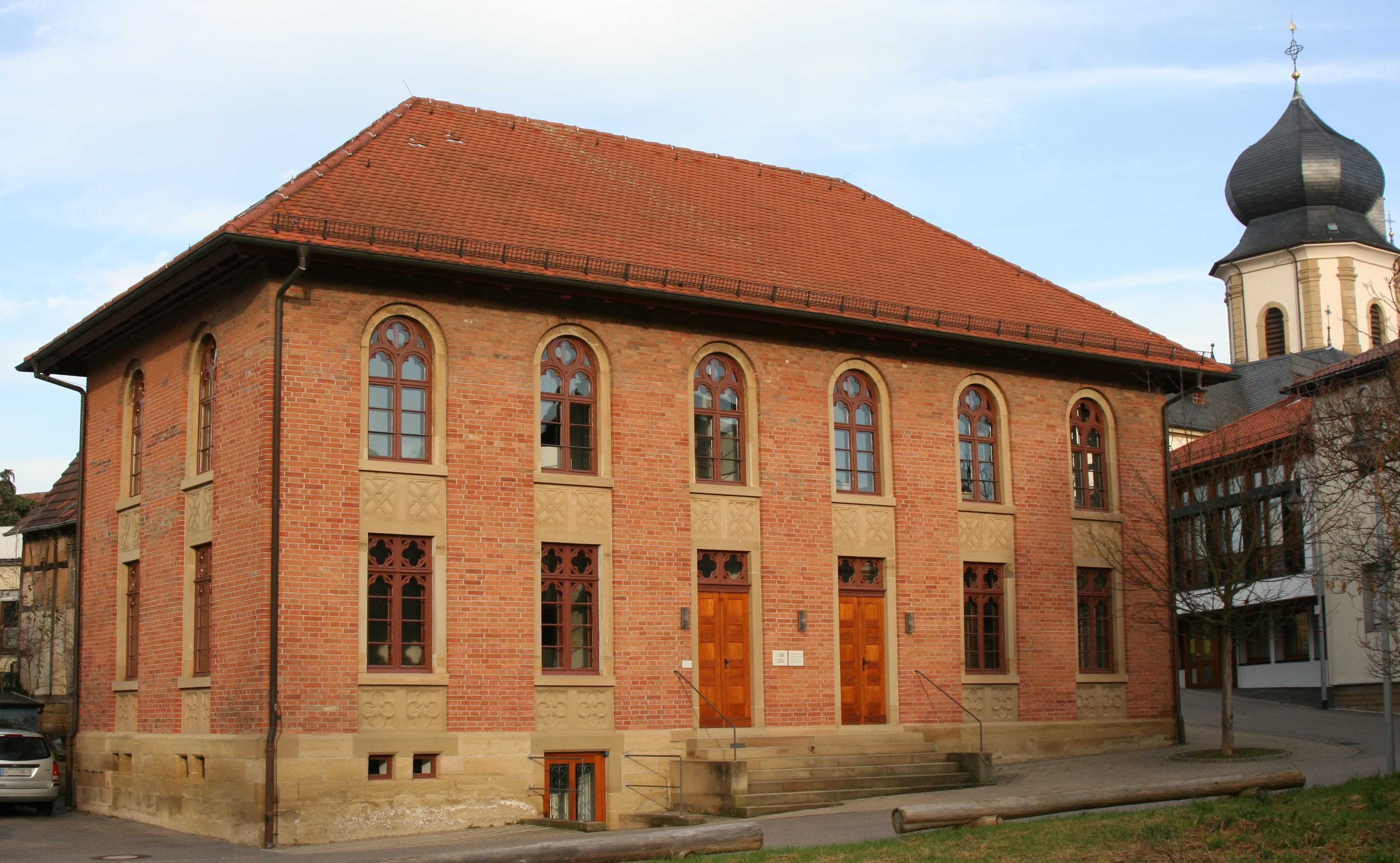
Synagoge in Affaltrach, erbaut 1851

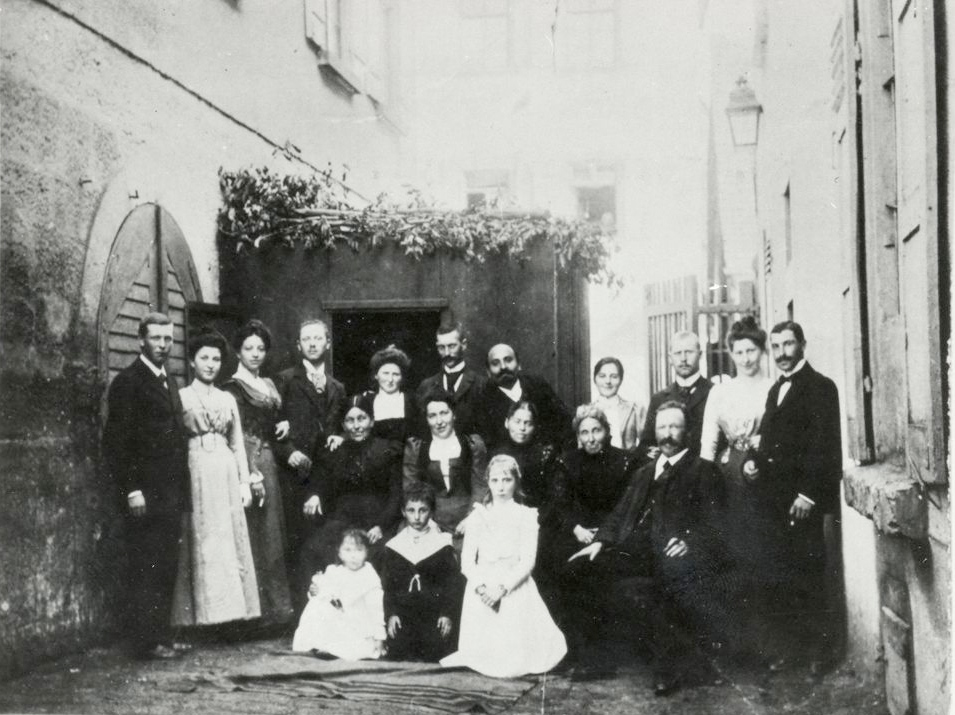
Familie Bernhard Levi um 1900 vor einer zum Laubhüttenfest aufgebauten Sukka

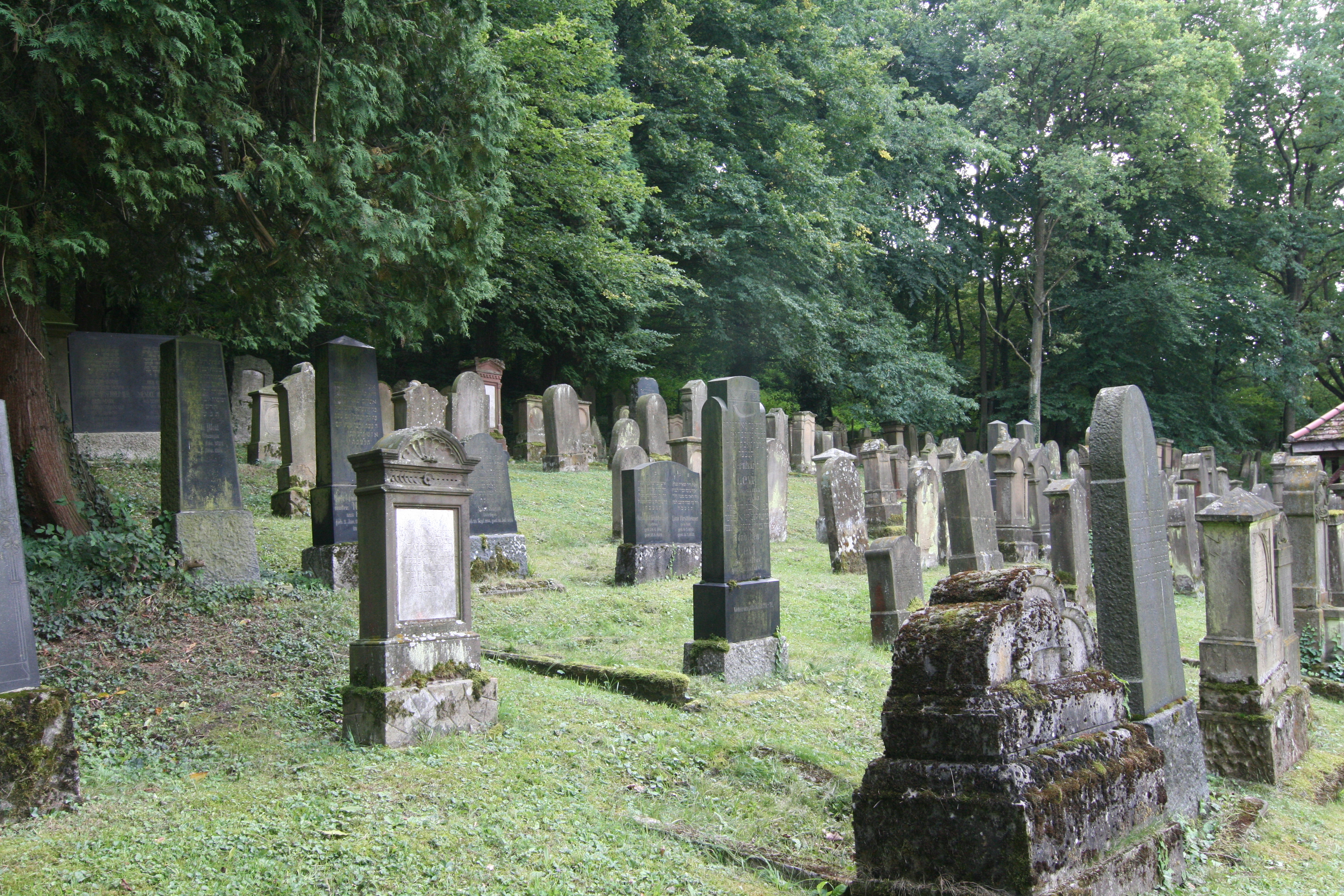
Affaltracher Judenfriedhof, angelegt um 1670

Affaltrach befand sich im 16. Jahrhundert im Besitz von Württemberg und der Kommende Schwäbisch Hall des Johanniterordens. Der älteste Nachweis über einzelne Juden im Ort stammt von 1588. Nach dem Dreißigjährigen Krieg siedelte insbesondere der Johanniterorden Schutzjuden an. Um 1670 wurde der Affaltracher Judenfriedhof für die Juden aus Affaltrach und mehreren weiteren Orten angelegt. Zwischen 1683 und 1696 gab es jeweils drei oder vier jüdische Familien im Ort. Nach 1700 vergrößerte sich die Gemeinde stetig. 1720 waren es sieben Familien, 1733 waren es zwölf und 1749 bereits 17 Familien, von denen einige bereits Haus- und Grundbesitz hatten, darunter das ehemalige katholische Pfarrhaus, das 1737 im Besitz des Lew Gutkind war. Eine Synagoge wird bereits 1701 erwähnt, die sich 1737 im Haus des Lemble Lew in der Unteren Gasse befand. Die jüdische Gemeinde unterhielt außerdem eine Judenherberge für mittellose und durchreisende Juden. Von den 1750er Jahren bis 1797 bestand eine Verbindung mit der benachbarten Jüdischen Gemeinde Eschenau (Eschenau ist heute ebenfalls Ortsteil von Obersulm), die bis zur Errichtung der Synagoge in Eschenau 1797 die Affaltracher Synagoge mitbenutzte. Das Verhältnis zwischen Affaltracher und Eschenauer Juden war jedoch durch langwierige Streitigkeiten geprägt.
1806 wurden 110 jüdische Einwohner in Affaltrach gezählt, und ihre Zahl stieg bis um 1850 auf knapp 200 Personen an. Bei der Neuordnung der israelitischen Religionsgemeinden in Württemberg 1832 kam die Eschenauer Gemeinde als Filiale zur Gemeinde in Affaltrach, die ihrerseits dem Rabbinat Lehrensteinsfeld zugeteilt wurde. Die neuerliche Verbindung mit Eschenau sorgte jedoch für erneuten Streit, insbesondere im Vorfeld des geplanten Synagogenneubaus in Affaltrach, so dass den Eschenauer Juden zunächst ein provisorischer Filialgottesdienst gestattet und die Verbindung mit Affaltrach 1849/50 wieder gelöst wurde. Im Bereich der seit 1849 in Affaltrach bestehenden israelitischen Konfessionsschule kam es von 1880 bis zur Auflösung um 1900 dann doch noch zu einer Zusammenarbeit mit Eschenau.
Die alte Synagoge in Affaltrach wurde zwar 1820 bis 1824 nochmals erweitert, war jedoch schon 1836 einsturzgefährdet und wurde 1844 wegen Baufälligkeit geschlossen. Nach längeren Verzögerungen, u. a. wegen der Baukostensituation, der Revolutionsunruhen 1848 und der Auseinandersetzungen mit der Eschenauer Judengemeinde, wurde 1851 die Synagoge Affaltrach neu erbaut, die unter einem Dach Platz für Synagogenraum, Judenschule und Lehrerwohnung bot. Das stattliche Gebäude repräsentiert die Größe der jüdischen Gemeinde, die jedoch zur Zeit seiner Errichtung mit knapp 200 Personen bereits ihre größte Gemeindegröße erreicht hatte. Durch Ab- und Auswanderung sank die Gemeindegröße in der zweiten Hälfte des 19. Jahrhunderts rasch. 1869 wurden 151 Juden gezählt, 1886 waren es 79, 1900 noch 59 und 1933 noch 19 jüdische Einwohner. Durch den Rückgang der Gemeindegröße wurde 1904/05 die jüdische Konfessionsschule aufgegeben.  Im Jahr 1910 beriefen die jüdische Gemeinde in Affaltrach und die Jüdische Gemeinde Lehrensteinsfeld einen gemeinsamen Vorsänger, der seinen Sitz in Lehrensteinsfeld hatte. 1911 gab es für die Gemeinden in Affaltrach, Lehrensteinsfeld, Oedheim und Kochendorf einen gemeinsamen Vorbeter. Ab 1917 fanden in der Affaltracher Synagoge keine regelmäßigen Gottesdienste mehr statt, da wegen der zum Militär eingezogenen jüdischen Männer häufig die für einen Gottesdienst benötigte Zahl an Gläubigen am Ort nicht mehr erreicht wurde. In den 1920er Jahren gab es dann zeitweilig wieder regelmäßige Gottesdienste, doch wurden diese alsbald durch die weiter sinkende Gemeindegröße wieder selten.
In der Zeit des Nationalsozialismus hatten die wenigen in Affaltrach noch lebenden Juden die üblichen Repressalien zu erdulden. In der Reichspogromnacht vom 9. auf den 10. November 1938 – zu jener Zeit lebten noch elf Juden in Affaltrach – wurde das Synagogengebäude teilweise verwüstet. Seiner völligen Zerstörung entging das Bauwerk, da eine Wohnung von einer nichtjüdischen Familie bewohnt war. Am 15. November 1938 wurde das letzte jüdische Geschäft in Affaltrach, das Aussteuer- und Stoffgeschäft Gebr. Levi, abgemeldet. Einer der Besitzer, der frühere Gemeinderat Heinrich Levi, war 1937 gestorben. Seinem Bruder Hugo wurden im  Mai 1939 bei der zwangsweisen Räumung von jüdischen Wohnungen die restlichen in Affaltrach lebenden Juden bestehend aus zwei dreiköpfigen Familien und einer alleinstehenden Frau, zur Unterbringung zugewiesen. Im Zuge der Deportation deutscher Juden wurde die Gemeinde bis 1941 ausgelöscht.

## Gemeindeentwicklung
| Jahr | Gemeindemitglieder |
| ---- | ------------------ |
| 1689 | 4 Familien         |
| 1720 | 7 Familien         |
| 1749 | 17 Familien        |
| 1806 | 110 Personen       |
| 1813 | 83 Personen        |
| 1828 | 135 Personen       |
| 1845 | 170 Personen       |
| 1854 | 190 Personen       |
| 1869 | 151 Personen       |
| 1886 | 79 Personen        |
| 1900 | 59 Personen        |
| 1933 | 19 Personen        |
| 1938 | 11 Personen        |

## Bürgerliche Namen
Als alle Juden in Württemberg 1829 erbliche Familiennamen annehmen mussten, nahmen die 29 Familienvorstände der Affaltracher Juden folgende Namen an: Lazarus (5), Kahn (4), Gutkind (3), Kaufmann (3), Beriz (2) und je einmal Ferth (Fürth), Forchheimer, Groß, Grünwald, Krailsheimer, Levy, Strauß, Thalheimer, Ullmann und Wolf.

## Persönlichkeiten
Zu den bekannten aus Affaltrach stammenden Juden zählen die Geschwister Bertha Thalheimer (1883–1959) und August Thalheimer (1884–1948), die beide kommunistische Politiker waren, sowie der Kunstsammler Adolph Grünwald (1840–1925).

## Nationalsozialistische Verfolgung
Bei den Novemberpogromen 1938 kam es zu Ausschreitungen gegen jüdische Einwohner und deren Häuser und Einrichtungen. Im Zuge der Deportation deutscher Juden zwischen 1941 und 1943 fanden vier Affaltracher Juden den Tod, eine weitere Jüdin aus Affaltrach war 1941 Opfer der Euthanasiemorde in der Tötungsanstalt Schloss Grafeneck. Die Synagoge kam 1941 an die Reichsvereinigung der Juden in Deutschland und 1942 in den Besitz der Gemeinde Affaltrach.
Das Gedenkbuch des Bundesarchivs verzeichnet 18 in Affaltrach geborene jüdische Bürger, die dem Völkermord des nationalsozialistischen Regimes zum Opfer fielen.